# International Film Festival Breda
International Film Festival Breda was een filmfestival in Breda Centrum van Breda. Er vonden van 2009 tot 2011 drie edities van het festival plaats.
Het filmfestival werd in 2011 gehouden in het toen nieuwe Pathé-theater in het Turfschip aan het Chasséveld. Eerdere edities vonden ook plaats in Poppodium Mezz en Chassé Cinema van het Chassé Theater.

## 2009
In 2009 vond het plaats van 25 tot en met 29 maart 2009. The Reader was is 2009 een van de films. Het festival richt zich op film en beeldcultuur waarmee het festival een unieke plaats in het Nederlandse festivalaanbod inneemt. De eerste editie wordt georganiseerd door Leo Hannewijk, bekend van o.a. Film by the Sea, Movies that Matter en Lantaren / Venster in Rotterdam.
Er wordt samenwerking gezocht met onder meer het kunstvakonderwijs (Akademie voor Kunst en Vormgeving St. Joost, NHTV-gaming), Breda Photo en het Graphic Design Festival Breda.

## 2010
In 2010 ging het Film Festival Breda door van 24 tot en met 28 maart. De openingsfilm was Nowhere Boy. De verrassingsslotfilm is The Ghost Writer van Roman Polanski.

## 2011
In 2011 werd het Film Festival Breda gehouden van 23 tot en met 27 maart. De openingsfilm was In A Better World. Eind 2011 hief de organisatie zichzelf op.